# لويس الخامس (ملك فرنسا)
لويس الخامس ملك فرنسا من (8 يونيو 986 - 22 مايو 987) ابن لوثير ملك فرنسا.